# 1621 Дружба
1621 Дружба (енгл. 1621 Druzhba) је астероид главног астероидног појаса са пречником од приближно 9,08 .
Афел астероида је на удаљености од 2,494 астрономских јединица (АЈ) од Сунца, а перихел на 1,965 АЈ.
Ексцентрицитет орбите износи 0,118, инклинација (нагиб) орбите у односу на раван еклиптике 3,171 степени, а орбитални период износи 1216,490 дана (3,330 године).
Апсолутна магнитуда астероида је 12,39 а геометријски албедо 0,237.
Астероид је откривен 1. октобра 1926. године.